# Yesterday's Thoughts
Yesterday's Thoughts è un album di Art Farmer, pubblicato dalla East Wind Records nel 1975. I brani furono registrati il 16 e 17 luglio 1975 al Vanguard Studios di New York (Stati Uniti).

## Tracce
Lato A
1. What Are You Doing the Rest of Your Life – 9:48 (Michel Legrand, Alan Bergman, Marilyn Bergman)
2. How Insensitive – 6:40 (Antonio Carlos Jobim)
3. Namely You – 6:05 (Johnny Mercer, Gene De Paul)

Lato B
1. Alone Together – 9:25 (Arthur Schwartz, Howard Dietz)
2. Yesterday's Thoughts – 8:00 (Benny Golson)
3. Firm Roots – 4:57 (Cedar Walton)

## Musicisti
- Art Farmer - flicorno
- Cedar Walton - pianoforte
- Sam Jones - contrabbasso
- Billy Higgins - batteria